# شونسوكي ميتو
شونسوكي ميتو (باليابانية: 三戸 舜介) هو لاعب كرة قدم ياباني، ولد في 28 سبتمبر 2002 في ياماغوتشي في اليابان.

## وصلات خارجية
- شونسوكي ميتو على موقع رابطة كرة القدم اليابانية للمحترفين (اليابانية)
- شونسوكي ميتو على موقع قاعدة بيانات كرة القدم.إي يو (الإنجليزية)
- شونسوكي ميتو على موقع Soccerway.com (الإنجليزية)
- شونسوكي ميتو على موقع عالم كرة القدم.نت (الإنجليزية)
- شونسوكي ميتو على موقع اللجنة الأولمبية الدولية (الإنجليزية)